# Peter Longobardi
Peter Longobardi (24 febbraio 1995) è un taekwondoka britannico.

## Palmarès
- Europei

Kazan 2018: bronzo nei 74 kg.